# Ob šanku
»Ob šanku« je skladba Janeza Bončine "Benča" iz leta 1984. Bončina je tudi avtor glasbe, besedilo pa je napisal Brane Kastelic.

## Pop delavnica '84
Skladba se je prvič predstavila na Pop delavnici '84, in sicer 9. aprila, v sedmi predtekmovalni oddaji. Na finalni oddaji 31. maja v velenjski Rdeči dvorani, pa je dobila prvo nagrado strokovne žirije.

## Snemanje
Snemanje je potekalo v studiu Metro. Skladba je izšla na kompilacijskem albumu Pop delavnica in leto kasneje na istoimenskem solo studijskem albumu Ob šanku pri založbi ZKP RTV Ljubljana.

## Zasedba

### Produkcija
- Janez Bončina – glasba, producent
- Brane Kastelic – besedilo
- Grega Forjanič – aranžma, producent
- Peter Gruden – tonski snemalec

### Studijska izvedba
- Janez Bončina – solo & spremljevalni vokal
- Metka Gruden – spremljevalni vokal
- Grega Forjanič – kitara, klaviature, sintetizator
- Tone Dimnik – bobni
- Čarli Novak – bas kitara